# 金曜ロードショー
『金曜ロードショー』（きんようロードショー）は、1985年（昭和60年）10月4日から日本テレビ系列（NNN29局）で毎週金曜21:00 - 22:54に放送されている映画番組である。
1972年（昭和47年）4月より放送されていた『水曜ロードショー』を、金曜日に移動する形で放送を開始した。
2012年（平成24年）4月6日から2021年（令和3年）3月26日までの9年間は『金曜ロードSHOW!』という番組名で、映画の他に単発ドラマ・バラエティ枠としても扱われていたが、2021年（令和3年）4月2日の放送より番組名が『金曜ロードショー』に戻っている。
また、本項では姉妹番組として、2019年4月から2023年9月まで、および2024年10月からBS日テレで放送している『日曜ロードショー』（にちようロードショー）についても触れる。

## 概要
2025年現在、地上波の全国ネットで定期放送されている唯一の映画番組である。
ラインナップについて、現在は子供も視聴できるようなファミリー層向けの作品を重視している。ジャンルに関しては、邦画・洋画、実写・アニメ、新作・旧作の一方に偏ることなくバランスを取っているが、2010年代以降は特定ジャンルの作品（ジブリ作品やハリー・ポッター等）を集中放送するケースが増えている。また、多くの新作映画が土曜日または金曜日に封切られることから、シリーズ作の最新作公開の際は、前日（または当日）の当番組で過去のシリーズ作が放送されるケースが多い。他局でのゴールデンタイムでの映画放送が減少している影響もあり、ヒット作が当番組で地上波初放送となる事も増えている。
アニメ映画に関しては、前身の『水曜ロードショー』時代から放送されていたが、日本テレビが独占放映権を持つスタジオジブリ作品はとりわけ定期的に放映されている。その他、1985年から1996年にかけて映画監督の藤田敏八や大森一樹などを起用して、オリジナルのテレビ向け映画（『法医学教室の午後』、『法医学教室の長い一日』など）や海外ドラマの『新・刑事コロンボ』を放送した実績があるほか、「金曜ロードSHOW!」へ改名後はテレビドラマも扱っていた。
映画の他には、本番組の為に制作されたアニメ作品「テレビスペシャル」も放送されており、本記事ではテレビスペシャルについても映画として扱っている（詳細は「金曜ロードショー#テレビスペシャル」を参照）。

### プレ番組
21:03からスタートしていた1993年4月2日から2008年9月26日までは、21:00から『今夜の金曜ロードショー』と題したプレ番組が放送されていた。この後すぐ放送される本放送のいわゆる「宣伝番組」である。
水野晴郎が出演していたころには番組オープニング映像の後にあった前解説は、このプレ番組に移動した。
2008年10月3日の日本テレビにおける、21時台の番組のフライングスタート化に伴い、同年9月26日で番組宣伝『今夜のロードショー』が廃止された。そして、10月3日から本編の放送開始が3分繰上がり21:00開始に拡大され、同時に関東地区（日本テレビ）においては、その前の20:54から21:00の時間（それまでの『NNNニューススポット』の枠）に『今夜の…』に替わるプレ番組『まもなく!金曜ロードショー』が新設され、事実上20:54開始となる（ただし『まもなく…』をネットするのは、日本テレビと中京テレビの2局のみ。2009年6月26日までは読売テレビでもネットしていたが、その後天気予報へと切り替えられた。それ以外の系列局はローカルニュースもしくは天気予報の枠に充当するためネットしない）。2011年9月30日の放送を以て『まもなく…』枠は終了した。
2018年4月6日より20:54 - 21:00に『まもなく金曜ロードSHOW!』として事前枠を再開するも、わずか3ヶ月後の同年6月29日で終了。それから2年後の2020年4月3日よりまた復活となったが6月24日をもって終了となり以降は不定期放送へ移行した。

### 1997年3月28日までの番組進行
21:00（1993年4月以降は『今夜のロードショー』終了後の21:03）から番組の放送が始まり、オープニング映像の後、一旦コマーシャルを挟んで、水野晴郎本人によるその日の放映作品についての解説（基本的には「ご機嫌いかがですか。水野晴郎です」の挨拶の台詞からスタートした）があり、それから本編が開始する形になっていた。
『金曜特別ロードショー』として時間枠を拡大するなどして放送する場合には、水野による解説の後、再び一旦CMを挟んでから、本編の放送が始まることもあった。
映画本編の終了後には、再び水野本人によるその日の放映作品についての解説がなされた。
その後、水野が次回放映作品の紹介を行った。時間調整のため、「水野晴郎の映画がいっぱい」コーナーを放送することもあり、映画にまつわるうんちくを紹介したり、スタジオにゲストを招いてインタビューを行うなどした。また、水野の趣味である世界の警察関連の知識を披露することもあった。
最後は水野本人による「いやぁ、映画って本当にいいもんですね! それではまた、ご一緒に楽しみましょう（回により変化あり）」という締めくくりの台詞で終わるのが基本的な流れとなっていた。本人によれば、この発端は『水曜ロードショー』で1974年4月3日に放送した『シェーン』の解説で使ったのが最初で、番組の最後に時間が余った際「もう一言付け加えて」と担当者から言われ、とっさに出た言葉がこれだったという。
水野の最後の担当回となった1997年3月28日放送では、放映作品の解説に続いて以下のように締め括っている。
エンディング映像では、「25年間ありがとう　そしておつかれさまでした」と書かれた短い文章のテロップが放送されていた。
地域によっては金曜日の放送でないため（後述）、解説の中ではそれらの地域への配慮として『金曜ロードショー』という番組名は一切言わず「この番組」などと言っていた。

## 沿革
| 放送期間  | 放送期間  | 番組名           | 解説・ナビ                   | オープニング(曲・映像) | 放送時間               | プロデューサー(仕入れ担当)         | チーフプロデューサー            |
| --------- | --------- | ---------------- | ---------------------------- | --- | ---------------------- | ---------------------------------- | ------------------------------- |
| 1985.10.4 | 1986.3.28 | 金曜ロードショー | 解説・水野晴郎               | 曲「フライデーナイト・ファンタジー」ピエール・ポルト（作曲、トランペット・ソリストについては後述） ／ （映像）夕陽ヨットハーバー | 21:00 - 22:54（114分） | 西憲彦、明比雪                     | 前田伸一郎                      |
| 1986.4.4  | 1988.3.25 | 金曜ロードショー | 解説・水野晴郎               | 曲「フライデーナイト・ファンタジー」ピエール・ポルト（作曲、トランペット・ソリストについては後述） ／ （映像）夕陽ヨットハーバー | 21:00 - 22:51（111分） | 堀越徹、奥田誠治                   | 前田伸一郎                      |
| 1988.4.1  | 1993.3.26 | 金曜ロードショー | 解説・水野晴郎               | 曲「フライデーナイト・ファンタジー」ピエール・ポルト（作曲、トランペット・ソリストについては後述） ／ （映像）夕陽ヨットハーバー | 21:00 - 22:52（112分） | 堀越徹、奥田誠治                   | 前田伸一郎                      |
| 1993.4.2  | 1997.3.28 | 金曜ロードショー | 解説・水野晴郎               | 曲「フライデーナイト・ファンタジー」ピエール・ポルト（作曲、トランペット・ソリストについては後述） ／ （映像）夕陽ヨットハーバー | 21:03 - 22:54（111分） | 門屋大輔、大塚恭司                 | 黒崎太郎                        |
| 1997.4.4  | 2008.9.26 | 金曜ロードショー | ナビ・坂上みき               | 曲「Cinema Nostalgia」久石譲 ／ （アニメ）映写機おじさん                                                                         | 21:03 - 22:54（111分） | 門屋大輔、大塚恭司                 | 黒崎太郎                        |
| 2000.10.3 | 2009.3.30 | 金曜ロードショー | ナビ・坂上みき               | 曲「Cinema Nostalgia」久石譲 ／ （アニメ）映写機おじさん                                                                         | 21:00 - 22:54（114分） | 笠原陽介                           | 黒崎太郎                        |
| 2009.3.27 | 2012.3.30 | 金曜ロードショー | ナビ・スタンリー             | 曲「スタンリーの週末」 ／ （アニメ）うさぎスタンリー                                                                             | 21:00 - 22:54（114分） | 稲毛弘之                           | 黒崎太郎                        |
| 2012.4.6  | 2013.3.29 | 金曜ロードSHOW!  | ナビ・スタンリーと加藤清史郎 | 曲「TGIF（Thank God, It's Friday!）」 ／ （アニメ）スタンリーと仲間達                                                            | 21:00 - 22:54（114分） | 谷生俊治（2012年6月 - 2018年11月） | 黒崎太郎                        |
| 2013.4.12 | 2016.3.25 | 金曜ロードSHOW!  | ナビ・サッシャと朴璐美       | 曲「TGIF（Thank God, It's Friday!）」 ／ （アニメ）スタンリーと仲間達                                                            | 21:00 - 22:54（114分） | 谷生俊治（2012年6月 - 2018年11月） | 黒崎太郎                        |
| 2016.4.1  | 2018.7.13 | 金曜ロードSHOW!  | ナビ・サッシャと朴璐美       | 無し | 21:00 - 22:54（114分） | 谷生俊治（2012年6月 - 2018年11月） | 北條伸樹（2017年6月-2021年3月） |
| 2018.7.20 | 2021.3.26 | 金曜ロードSHOW!  | ナビ・サッシャと朴璐美       | 曲「Era」歌：上白石萌歌 ／ （アニメ）アンクとミア                                                                                | 21:00 - 22:54（114分） | 鬼頭直孝(2018年12月 - 2021年3月)   | 北條伸樹（2017年6月-2021年3月） |
| 2021.4.2  | 現在      | 金曜ロードショー | ナビ・サッシャと朴璐美       | 曲「Era」歌：上白石萌歌 ／ （アニメ）アンクとミア                                                                                | 21:00 - 22:54（114分） | 向笠啓祐、岩佐直樹                 | 鬼頭直孝（2021年4月 - ）        |

※作品によって放送時間拡大・スポーツ中継等で遅延の場合あり。中でも60分以上拡大する場合は、20時台のレギュラー番組を休止して、20時台から前倒しで放送することがある。

### 放送開始から2012年3月まで
『水曜ロードショー』が放送日を金曜に移動する形で、『金曜ロードショー』として放送開始。第1回放送作品は『レイダース/失われたアーク《聖櫃》』。金曜に番組が移動してからは、解説者である水野晴郎の嗜好が反映された作品は世間の嗜好を反映して徐々に姿を消し、ハリウッド映画の娯楽作品やアニメ作品などが多くラインナップされる様になっていった。
1986年7月25日には『風の谷のナウシカ』が本枠で初放送される。以降、宮崎駿監督作品は本枠で定期的に放送されることになる。
1987年12月25日には800回記念と称して、水野が水曜ロードショーから放送された映画を紹介・放送した。
1989年から、それまで『木曜スペシャル』や『土曜スペシャル』で放送された『日本アカデミー賞授賞式』が、本番組に移動して1993年まで放送。この時期だけは『金曜ロードショー特別企画』と銘打って放送された。
1992年には1000回記念並びに20周年記念として、「1000回記念メモリアル・テレフォンカード」のプレゼント企画が実施された。また、同年4月には「1000回記念特集」と題し『魔女の宅急便』『ニキータ』『フィールド・オブ・ドリームス』『ミザリー』の4作品が4週にわたり放送された。
1997年3月28日、「水曜」時代からおよそ25年にわたり解説・司会を務めた水野晴郎が降板。以降解説者は置かれていない（後述）。
1998年、直前の時間帯で放送されていたウッチャンナンチャンのウリナリの1企画から、ウリナリをそのまま事前番組として、声の吹き替えに天野ひろゆき、南原清隆、勝俣州和、千秋、ビビアン・スーらが声の出演をした洋画の作品が放映された。
2004年12月10日より、地上デジタル放送において番組連動型データ放送を実施。放送作品の紹介や次回予告の案内を行うほか、2010年からは場面ごとの解説を表示する「シーンガイド」をアニメ映画を中心とした一部の作品で行っている。さらに2006年8月4日に、HDリマスターを含めてハイビジョン化された。2010年10月1日からは他局同様、デジタル放送のみ洋画作品でもステレオ放送（2か国語放送・解説放送を含む。副音声は「ステレオ2」）を開始した。
2010年7月2日からの一時期には「○○月間」、「○○シリーズ」と題して、月ごとに関連性を統一する試みもあり（例：「ジブリ月間」、「日テレMOVIE月間」、「ラブ&ファンタジーシリーズ」など）、この企画は現在も不定期に実施されている。
2010年10月1日から2012年3月30日までは、19時台から20時台に単発特別番組枠『金曜スーパープライム』が編成されており、2時間拡大放送する場合、本番組は休止となっていた。

### 2012年4月から2021年3月まで
2012年4月6日から、番組タイトルを『金曜ロードSHOW!』に改題。ラインナップとしては『金曜ロードショー』時代から続く映画作品を中心とするも、新たに年間4本程度のスペシャルドラマ「特別ドラマ企画」を制作・放送するようになった。なお、本枠での「特別ドラマ企画」の第1弾として、2012年7月27日に『家族、貸します 〜ファミリー・コンプレックス〜』が放送された。
2013年4月からはさらにリニューアルされ、頻度は少なく不定期ではあるが、新たにバラエティー「特別エンターテインメント」も放送されることになった。第1弾は、同年5月3日に放送された『池上彰くんに教えたいニュース』。その後、同年に別のもう1本と合わせ計2本放送された後、長らくこれは放送されていなかったが、2017年2月24日放送の『人生が二度あれば 運命の選択』で3年4か月ぶりに「特別エンターテインメント」としての放送が再開され、更に同年5月12日には『全国好きな嫌いなアナウンサー大賞2017』が放送された。同年12月22日に『BESTプレゼント』も放送され、この年だけで「特別エンターテインメント」が3本放送された。2018年には1月26日・2月2日の2週連続で「特別エンターテインメント」が放送された（ただし週ごとに放送内容は全く異なる）。
2013年10月11日放送の『舞妓Haaaan!!!』では、番組初の試みとして主演の阿部サダヲと監督の水田伸生によるオーディオコメンタリーが副音声で放送された。
2016年1月15日放送の『天空の城ラピュタ』では、『バルス』までのカウントダウンが表示され、シータとパズーが「バルス」と言った瞬間にデータ放送が崩壊する演出が行われた。
2019年頃からは、視聴者の意見を反映した企画やラインナップが増加している。同年8月16日に『千と千尋の神隠し』と同時放送するスタジオポノック制作の3本の短編作品の内1本を、番組初となる公式サイトでの視聴者投票で決定。結果、『透明人間』が放送された。2020年2月7日放送の『劇場版 名探偵コナン』シリーズは、放送する作品を公式サイト内の総選挙で選ぶこととなり、投票の結果、1位となった『名探偵コナン 瞳の中の暗殺者』が放送された。2020年より、視聴者からのリクエストを基に作品を放送する企画「金曜“リクエスト”ロードSHOW!」が開始された（後述）。
2019年3月8日放送の『カメラを止めるな!』では、出演者及び監督による副音声生コメンタリーを実施した。また、冒頭37分にも及ぶ1カット1シーンでは、CMを一切挿入しなかった。
2020年4月以降、人工知能（AI）による視聴率予測システムをラインナップの選定に導入。8カ月間にわたり実験を重ねた結果、誤差が平均1%未満になるまで精度が向上したため実用化に至ったという。
2020年5月22日放送の『名探偵ピカチュウ』は、テレビ東京以外の地上波で初めてとなるポケモン映画の放送となった。

### 2021年4月以降
2021年4月2日から、番組タイトルを『金曜ロードショー』に改題。タイトルが戻るのはリニューアル前の2012年以来約9年ぶりであり、番組ロゴも初代のロゴをモチーフとしたものに変更された。単発のドラマは番組タイトルの使用を継続する一方で、バラエティー番組の放送では番組タイトルの使用を廃止した。しかし、2023年10月27日放送の『熱唱!ミリオンシンガー』では、番組タイトルを利用する。
プロデューサーの北條伸樹はこのリニューアルについて、映画の放送が再び増え、番組も前年に放送35周年を迎えたことから、映画番組としての『原点回帰』『初心を忘れず』という思いを込めて元のタイトルに変更したと語っている。また、長年放送した「ロードショー」のタイトルになじみ深い視聴者が多かったことから、変更後はSNSを筆頭に『ロードSHOW!』と『ロードショー』のタイトルが混在する状況が続いたため、それを統一しようとしたことも理由の一つに挙げられている。
2022年8月12日の放送で「天空の城ラピュタ」が放送された際、SUBARU（スバル・レヴォーグ）とのコラボレーションCMが放送され、パズー役の田中真弓とシータ役のよこざわけい子が出演した。
2023年4月28日、5月5日の放送の「劇場版ルパン三世シリーズ」「ルパンVS複製人間（クローン）」・「カリオストロの城」でも同様のコラボレーションとして現在のルパン役の栗田貫一と現在の峰不二子役の沢城みゆきのナレーションによるコラボCMを放送した。同年7月7日、7月14日、7月21日放送の「風の谷のナウシカ」・「コクリコ坂から」・「もののけ姫」でも同じく、島本須美と松田洋治のナレーションによるコラボCMを放送（ちなみに、島本須美と松田洋治は「風の谷のナウシカ」・「もののけ姫」でも出演している）。
2025年6月20日放送の「ミッション：インポッシブル／デッドレコニング」は21:00 - 24:14（21日未明）に放送し、日を跨いだ放送となった。この影響で後座番組の「薬屋のひとりごと」は休止、「news zero」は50分繰り下げとなった。

## 放送作品

### アニメ作品
『金曜ロードショー』は他の映画番組と比べてアニメーション作品を放送する比率が極めて高い。2010年以降は毎年10本以上の国内外のアニメ映画を放送している。

#### スタジオジブリの作品
本番組では特に、スタジオジブリ作品の地上波での放映権を日本テレビが独占的に有している関係で、ジブリ最新作の公開時期や夏休みなどの休暇時期になると、過去のジブリ作品を放送するのが恒例となっている。
年に5本程度が放送され、一度放送された作品はおよそ2年～3年ごとに再放送されるが、『天空の城ラピュタ』のように2年連続で放送されるものや、『ホーホケキョ となりの山田くん』のように1回しか放送されていない作品もある。
『火垂るの墓』は第二次世界大戦をテーマとしている関係もあり、8月の放送が圧倒的に多くなっている。2018年4月の高畑の追悼放送を最後に長らく放送が途切れていたが、終戦から80年の節目となる2025年8月15日に7年ぶりに放送された。
また、唯一のテレビスペシャルとして制作されながらも、尺の短さから本放送以来一度も『金曜ロードショー』枠での放送実績が無かった『海がきこえる』が、2011年7月15日に『コクリコ坂から』の公開に合わせて『ゲド戦記』と共に『金曜特別ロードショー』として2本立てで放送された。
一方で、『レッドタートル ある島の物語』のように、ジブリ作品でも現在まで本枠で放送されないケースがある。『アーヤと魔女』も製作に日本放送協会（NHK）とその子会社であるNHKエンタープライズ（NEP）が関わっている事情から、同作品の放映をNHK総合テレビにて行っていたが、2024年3月に本枠にて初放映した。
ジブリ作品に関してはエンドロールを含め、ノーカット放送されるのが原則となっているが、近年は2016年11月18日放送の『猫の恩返し』や2018年1月12日放送の『ゲド戦記』などでエンディングを省略しており、エンドロールを含む完全ノーカット版を放送しない回も増えてきた。とはいえ、宮崎駿、高畑勲、近藤喜文監督の作品に関しては現在もエンドロール含むノーカット放送が厳格に守られている。

#### その他・日本テレビ関連アニメ作品
ジブリ作品以外では以下のアニメ作品が定期的に放映されている。
- 『ルパン三世』シリーズ
  - （特に『ルパン三世 ルパンVS複製人間』『ルパン三世 カリオストロの城』の2作品）
- 『名探偵コナン』劇場版シリーズ
  - 主に最新作公開直前となる4月下旬（そのうち1本は前作のテレビ初放送分[注 16]）と最新作の終映直前にあたる9月に過去作を2週連続で編成。2009年春に連続テレビアニメ版が月曜19時台から土曜日へ移動するまでは原則として月曜日の19～20時台の2時間枠で放送されていた[注 17]。
- 『ヱヴァンゲリヲン新劇場版』シリーズ[注 18][注 19]
- 細田守監督作品（『時をかける少女』、『サマーウォーズ』、スタジオ地図作品）
- スタジオポノック制作作品（『メアリと魔女の花』）

以上のアニメ作品などが放送されており、上述の作品は『時をかける少女』を除いて、いずれも日本テレビが制作に関わっている。その中でもスタジオ地図作品及び『サマーウォーズ』は本枠以外で放映された事例が無い。また、『ルパン三世 カリオストロの城』は2017年、『ヱヴァ新劇場版』は2020年まで当番組以外で放映されたことがなかった。また、2021年には日本テレビが制作に関与している劇場版 『僕のヒーローアカデミアTHE MOVIE〜2人の英雄〜』が放送された。
その一方で前述の『時をかける少女』や、2020年7月31日放送の『映画 聲の形』、8月7日放送の『打ち上げ花火、下から見るか? 横から見るか?』を始め、『ヴァイオレット・エヴァーガーデン』、『君の名は。』など、日本テレビが制作に関わっていないアニメ作品を放送する事例もある。

#### テレビスペシャル
既存の劇場公開作品に加え、『ルパン三世』については新作のテレビスペシャルが1990年から2013年まで毎年放送されており、2014年以降は不定期に放送されている（旧作の再放送が行われることもある）。その他にテレビスペシャルを放送した作品は『タッチ』、『美味しんぼ』、『YAWARA!』、『シティーハンター』、『はじめの一歩』、『DEATH NOTE』など。
2014年12月26日には『名探偵コナン』のテレビスペシャル『名探偵コナン 江戸川コナン失踪事件 〜史上最悪の2日間〜』が放送された。また、クロスオーバー作品である『ルパン三世VS名探偵コナン』も、2009年3月27日に同枠で放送された。
2022年4月15日には、『名探偵コナン』のテレビシリーズ特別編集版『名探偵コナン 本庁の刑事恋物語〜結婚前夜〜』が放送された。
2023年9月29日には翌週（10月6日）から新設されるテレビアニメ枠『FRIDAY ANIME NIGHT』の第1号作品となる『葬送のフリーレン』第1話～第4話までを2時間の放送時間を行使する形で連続放送。テレビアニメシリーズの初回を本枠にて放送するのは初の試みとなる。

### 洋画作品
2013年より、「ハリー・ポッター祭り」と題し、「ハリー・ポッター・シリーズ」（ファンタスティック・ビーストシリーズも含む）が定期的かつ集中的に放送されている。
クリスマスの時期になると、2018年より「ホーム・アローン」シリーズを放送するのが恒例となっている。

### 特別版
金曜ロードショーでは以下の通り、特別版を放送する場合がある。

#### 金曜特別ロードショー
『水曜ロードショー』が『水曜特別ロードショー』と題した時と同様に『金曜ロードショー』時代にも、長時間映画や超大作映画、日本テレビ製作のヒット作、死去した名優の作品（主に追悼特別企画）、本番組のための撮り下ろし作品等を放送する場合などは『金曜特別ロードショー』（きんようとくべつロードショー）というタイトルとして放送された。初回は1988年1月1日に放送された『風と共に去りぬ』。2011年2月11日には『沈まぬ太陽』を4時間本編ノーカットで放送。番組開始以来、邦画では最長時間作品となった。
『金曜特別ロードショー』としてのタイトルでは、ジブリ作品のノーカット放送、ハリー・ポッターシリーズなどの長時間作品、『ルパン三世』などアニメ作品の新作テレビスペシャル、『太陽にほえろ!』、『あぶない刑事フォーエヴァーTV SPECIAL'98』といったドラマスペシャルなどがある。なお、2003年6月と2008年3月に放送された『タイタニック』は金曜日・土曜日の2日連続企画だったため、翌土曜日にも『2夜連続特別ロードショー』のタイトルで放送された。
但し、2010年代以降は長時間映画であっても放送時間の延長がされない事が多く、通常の2時間枠に収めるために本編を大幅にカットして放送する事も少なくない。
また、映画本編とセットでその作品と絡めた特別番組を放送する場合もあった。参考として、2010年2月5日には、19:56から「金曜特別ロードショー『崖の上のポニョ』テレビ初登場 直前スペシャル!!“ポニョはこうして生まれた”」と題した特番ののち21:00から23:04まで『崖の上のポニョ』本編が放送された。同年11月19日には、19:00からの『金曜スーパープライム』枠を吸収する形で『金曜特別ロードショー ハリー・ポッター4時間SP』を20:00までは第1部『ハリポタ好き芸能人VS「賢者の選択」フロリダ&ロンドン絶叫ツアーSP』として、22:54までは第2部『ハリー・ポッターと不死鳥の騎士団』として放送された。
なお、作品によってプレ番組の放送が無かったり、時間枠の拡大により19時台・20時台のバラエティ番組を休止とすることがある。これは『金曜ロードSHOW!』に改題されてからも継続されている。
リニューアル後は『金曜特別ロードショー』のタイトルは使われていない。

#### 金曜リクエストロードショー
2020年より、視聴者から放送してほしい映画を募集し放送する企画「金曜リクエストロードショー」が開始された。第1弾は、同年5月15日に放送の『天使にラブ・ソングを…』。その後も第2弾に『バック・トゥ・ザ・フューチャー』3部作を放送し、第3弾に『E.T.』と『プラダを着た悪魔』、第4弾に『タイタニック』を2週にわたって放送するなど、今後も恒例企画としてリクエストを募集する予定とのことである。ただし、邦画が選ばれたケースは現時点で存在しない。
『金曜リクエストロードショー』専用の番組ロゴも制作され、『金曜特別ロードショー』を踏襲したデザインとなっている。
北條伸樹プロデューサーは「金曜リクエストロードショー」を開始したきっかけを、まんたんウェブ（毎日新聞）の取材で以下のように語っている。
| 放送日                     | タイトル・公開年                                                        | 備考 |
| -------------------------- | ----------------------------------------------------------------------- | --- |
| 2020年5月15日              | 天使にラブ・ソングを…（1992年）                                         | |
| 2020年6月12日              | バック・トゥ・ザ・フューチャー（1985年）                                | [ 35 ] |
| 2020年6月19日              | バック・トゥ・ザ・フューチャー PART2（1989年）                          | |
| 2020年6月26日              | バック・トゥ・ザ・フューチャー PART3（1990年）                          | |
| 2020年10月2日              | E.T.（1982年）                                                          | |
| 2020年10月16日             | プラダを着た悪魔（2006年）                                              | |
| 2021年5月7日 2021年5月14日 | タイタニック（1997年）                                                  | 5月7日に前編、5月14日に後編をそれぞれ放送 |
| 2021年5月28日              | スタンド・バイ・ミー（1986年）                                          | |
| 2021年6月11日              | グーニーズ（1985年）                                                    | |
| 2021年10月15日             | みんなが選んだルパン三世 TVシリーズセレクション                         | 放送作品 ルパンは燃えているか・・・・?!（PART1・第1話） 死の翼アルバトロス（PART2・第145話） さらば愛しきルパンよ（PART2・第155話(最終回)） ルパン三世は永遠に（PART5・第24話(最終回)） |
| 2021年10月22日             | みんなが選んだルパン三世・TVスペシャル ルパン三世 ワルサーP38（1997年） | |
| 2022年5月20日              | ショーシャンクの空に（1994年）                                          | |
| 2022年9月16日              | マスク（1994年）                                                        | オリジナル吹き替え版で放送 |
| 2022年9月30日              | アダムス・ファミリー（1991年）                                          | オリジナル吹き替え版で放送 |
| 2022年10月7日              | アダムス・ファミリー2（1993年）                                         | オリジナル吹き替え版で放送 |
| 2023年1月20日              | パイレーツ・オブ・カリビアン/呪われた海賊たち（2003年）                 | |
| 2023年1月27日              | パイレーツ・オブ・カリビアン/デッドマンズ・チェスト（2006年）           | |
| 2023年2月3日               | パイレーツ・オブ・カリビアン/ワールド・エンド（2007年）                 | |
| 2023年3月3日               | プリティ・ウーマン（1990年）                                            | |
| 2023年3月17日              | アルマゲドン（1998年）                                                  | |
| 2023年11月17日             | ミラベルと魔法だらけの家（2021年）                                      | ディズニー創立100周年記念企画 |
| 2023年11月24日             | ノートルダムの鐘（1996年）                                              | ディズニー創立100周年記念企画 |
| 2023年12月1日              | プリンセスと魔法のキス（2009年）                                        | ディズニー創立100周年記念企画 |
| 2023年12月8日              | ズートピア（2016年）                                                    | ディズニー創立100周年記念企画 |

## 出演者
映画解説者
- 水野晴郎（1985年10月4日 - 1997年3月28日） 水野が死去した直後の2008年6月13日の放送回で追悼映像が流れた[10]。

ナビゲーター
- 坂上みき（1997年4月4日 - 2009年3月20日） 作品解説がなくなり、それに替わって坂上がナビゲーターとして音声のみのナレーションを担当[10]。
  - 森圭介（アナウンサー）・西尾由佳理（アナウンサー）（2008年10月3日 - 2011年3月25日） ※『まもなく!金曜ロードショー』のナレーションを担当。
  - 森圭介（アナウンサー）・鈴江奈々（アナウンサー）（2011年4月1日 - 2011年9月30日） ※『まもなく!金曜ロードショー』のナレーションを担当。
- 加藤清史郎（2012年4月6日 - 2013年3月29日） 『金曜ロードSHOW!』にリニューアル時、番組キャラクター「スタンリー（無言のうさぎキャラ）」のアニメーションに「シネマボーイ」としてと音声ナレーションを担当し、番組冒頭では本編の見どころ、本編終了後には本編で印象的だった部分を「映画メモ」として紹介[13]。
- サッシャ・朴璐美（2013年4月12日 - ） サッシャは「映画マイスター」、朴は「パートナー」としてナビゲーターを務めているが、のちに両者ともに「ナビゲーター」表記に統一[13]。

## 番組キャラクター
全て無言のキャラクターでアニメーションとして登場するのみ
- スタンリー（2009年3月27日 - 2018年7月13日）

黒いうさぎ。他にも仲間が存在する。2012年のリニューアル後も継続して番組キャラクターを務め、関東ローカルの『映画天国』でも番組キャラクターとして扱われており、『金曜ロードSHOW!』卒業後も引き続き番組キャラクターとして活躍している。
- ミアちゃん（2018年7月20日 - ）

映画が大好きな17歳の女子高生。命名は『カイロの紫のバラ』主演のミア・ファローから。
- アンク（2018年7月20日 - ）

不思議な生き物。ツタンカーメンのマスクのような模様が付いている。古代エジプトで生命的宗教的象徴である「アンク」から命名。

## 演出

### 番組タイトルロゴ
放送開始から数回に渡って、番組タイトルロゴデザインが変更されているが、現在は初代と最新である4代目の併用（後述）となっている。
3代目ロゴを除いて、番組タイトルロゴの配置は、「”金曜”で1度改行（2段書き・本記事冒頭のイメージ画像）の組み文字」、「1行書き」と複数の配置パターンが存在し、稀に「縦書き」の場合もある。
現在、現行オープニングで表示されるタイトルロゴは「1行書き」タイプであり、CMでは「2段書き」タイプが使用されている。
初代（1985年10月4日 - 2012年3月30日、2021年4月2日 - 現在）
- 前身の『水曜ロードショー』から概ね踏襲したもの。“金曜”で一度改行し2段目に“ロードショー”と配置されたタイトルロゴだった。「金曜特別ロードショー」の場合は“金曜”の隣に四角い枠で囲った“特別”という文字が追加されていた。番組オープニング以外のエンディングや番組公式ホームページでは改行されていない文字配置で表示されていた。
  - 例外があり、1990年までA枠提供クレジット後に流れていたネット局案内では“金”の一番下の8画目の横棒が伸びてその上に“曜ロードショー”を配置したものであった。これは水曜ロードショーのロゴを踏襲したものである。

- 2021年4月2日に本番組が再リニューアルされることが発表されると共に後述の4代目のロゴが発表されたが、本編オープニングには初代のロゴが使用されており、CMや公式サイト等に使用されている4代目ロゴ（後述）とは事実上、棲み分けがなされている。

2代目（2012年4月6日 - 2018年7月13日）
文字の配置は同年3月30日までのものと同様で、カタカナだった“ショー”が英語表記の“SHOW!”に変更された。文字の一部分が四角形や三角形、丸にデザインされ、カラーリングが施されていた。
3代目（2018年7月20日 - 2021年3月26日）
文字配置が変更され、かつての2行のタイトルロゴではなく1行となり、シンプルなゴシック体のロゴとなった。また、ロゴの右上には“FRIDAY NIGHT DELIGHT since 1985”と表記された。
4代目（2021年4月2日 - 現在）
- 2021年4月2日からタイトルが金曜ロードSHOW!から金曜ロードショーに戻ることに伴い、タイトルロゴも｢初代ロゴ｣に近いものに変更。
  - 初代のロゴとほぼ同様だが日本テレビは「令和バージョンにアップデート」と発表しており、いわば”昭和・平成に使用した初代のロゴの令和版”である。違う所は、“ロードショー”の“ド”の濁点自体に白い縁取りが付き、"目玉"となっている所や“金曜”の“金”の3画目の横棒の長さが4画目の横棒の長さと同じになっている所の2か所。これは「様々な名作や大ヒットした話題作等、皆様に注目して頂けるような作品をお送りしたい｡」という思いが込められている。

- しかし、実際にはオープニングや番組本編におけるタイトルロゴは濁点が目玉になっていない初代のロゴが表示されており、目玉デザインの4代目ロゴはCMや公式サイト等、主に宣伝関係に使用されるに留まっており、本編オープニングに使用されている初代ロゴ（先述）とは事実上、棲み分けがなされている。

### オープニング映像
初代オープニング（定期使用期間：1985年10月4日 - 1997年3月28日）
テーマ曲「フライデーナイト・ファンタジー」（作曲：ピエール・ポルト、演奏：ピエール・ポルト&ヒズ・オーケストラ、トランペットソロ：ドミニク・ドラース（Dominic Derasse)、または数原晋
- 『水曜ロードショー』のオープニング映像と同じ、夕日と海とヨットハーバーを映した構成である。フィルム映像。
- 内容…海辺のボートハウスで景色を眺める人→夕日とカモメ→ヨットハーバーで犬と戯れる人→眼鏡をかけた黄昏の男性→夕焼けの海に浮かぶヨット→画面中部に番組ロゴ表示（夕焼けの風景から大きくフェードインし、ヨットハーバーの風景が一瞬にして夜になる。ロゴは夕焼けの海の色味がフェードイン、ヨットハーバーの風景が変わるタイミングで白色に変化する）[注 38]→映画名表示→提供クレジット表示。
- 曲の原調はヘ短調である。また、ピアノの出だしから始まるパターンとトランペットから始まるパターンがある[注 39][注 40]。稀に、流通している音源をそのまま使用されることもあった。
- 初回放送となった1985年10月4日深夜には、このオープニング映像を本編では未公開となった部分も合わせたディレクターズカット版を放送終了時のクロージング直前のフィラー番組である『夜のしおり』内にて関東ローカルで放映した。また、翌週の10月11日に放映予定であった『スター・ウォーズ』の番宣も兼ねて当番組の解説担当である水野晴郎もゲスト出演し、当日の担当アナウンサーである大島典子（当時・日本テレビアナウンサー）との対談形式で『スター・ウォーズ』の見どころの簡単な解説を行った。BGMはテーマ曲を原曲で放映した。
- 1986年2月7日放送分から、フィルム映像に若干の手直しが入ったものが使用された。この手直しに伴い、鮮明となった夕日とカモメの部分が合成が施されたり、ヨットハーバーの夜景の映像が提供読みの間にブラックバックへフェードアウトする演出はなくなった（映像が提供読みの間にブラックバックへフェードアウトする演出は、水曜ロードショーのオープニング映像から由来する）。
- 放映枠の都合上、映像・テーマ曲の一部をカットした短縮版のオープニングが放映される回もあった。その場合、1989年9月頃まではブルーバックで「金曜ロードショー ○○（作品ロゴ）」→提供と表示される流れで、同年10月からは放映予定の作品の1シーンのスチール写真（または、映像）をバックに「金曜ロードショー ○○（作品ロゴ）」→提供と表示される流れとなる事が多かった。
- 楽曲発売時には、番組からLPレコード版を100名、シングルレコード版を200名にプレゼントした。その告知の際、水野は「こうした素晴らしい音楽、私達の胸に忘れぬ感動を捧げてくれます。」と語っている[注 41]。
- 1980年代の放送の頃、本来放送されている映画の劇伴や主題歌を用いられる提供がA枠からB枠へ代わる中間の提供クレジットの時にも稀にこの楽曲が使用されていた。
- 前述の水野死去時の追悼映像ではBGMに本曲が使われており、水野降板以来11年ぶりに番組内で楽曲が流れた。
- 2010年10月1日の放送でも「金曜ロードショー25周年記念」として、このオープニングが編集で入ったものが流れた。
- 2015年10月23日・10月30日・11月6日の放送では「金曜ロードSHOW!30周年記念」として、このオープニングが3週限定で復活した[注 42]。
- 2021年1月8日の放送でも「金曜ロードSHOW!35周年記念」として、このオープニングが再び使用された[注 43]。
- 2021年5月14日の放送でも同年4月に死去したトランペット奏者の数原晋への追悼として使用された[注 44][38]。
- 2022年10月28日における映画『君の名は。』放送回において、現在使用中のオープニングが入れ替わる演出として、一瞬だが当オープニングのタイトルロゴ表示部分が使用された。
- 2025年7月に日本テレビと秋東精工は海辺のボートハウスで景色を眺める人のプラモデルを発売することを同年5月に発表した[39][40]。

2代目オープニング（定期使用期間：1997年4月4日 - 2009年3月20日）
テーマ曲「Cinema Nostalgia」（作曲：久石譲）

スタッフ - 製作：宮崎駿、作画・演出：近藤喜文、制作：スタジオジブリ
- 初のアニメーションが採用された。スタジオジブリが制作した短編作品やCMなどを収めたDVD『ジブリがいっぱいSPECIAL ショートショート』に収録。オープニングでは一番長く使用された。
- 内容…画面上部に番組ロゴ表示（フライデーおじさん[注 45]と言う名の撮影技師がカメラを動かす[41]。また画面の左右は映画フィルムのパーフォレーションとなっている[注 46]）→提供クレジット表示→映画名表示（映写機のレンズが拡大し放送する映画名がフェードインで表示される）。
- 左右両端が映画フィルムのパーフォレーションになっているので、地上デジタル放送（画面比率16:9）でも違和感なく表示されていた[注 47]。
- 日本映画やアニメ作品などの放送回では、オリジナルのステレオ音声版を使用していたが、外国映画等の放送回では音声方式の都合で、モノラル音声版を使用していた。
- エンドロールに記載される曲名は、2004年頃までは「シネマノスタルジー」と表記されていたが、2005年頃から「シネマノスタルジア」と表記されるようになった。
- 2015年10月2日・9日の放送でも「金曜ロードSHOW!30周年記念」として、このオープニングが2週限定で復活した。宮崎が制作に関わったためか、編成作品は両日ともスタジオジブリが制作した映画だった[43]。
- 2021年6月4日の放送でも､｢金曜ロードショー 35周年記念｣として､このオープニングが使用されたが、この時の使用作品はジブリ作品ではなく、洋画『ボヘミアン・ラプソディ』が編成されていた[44][注 48]。
- 2023年7月7日・14日・21日にかけても、3週連続で使用し、2015年以来のジブリ特集企画としての使用だった[41]。

3代目オープニング（使用期間：2009年3月27日 - 2012年3月30日）
テーマ曲「スタンリーの週末」（作曲：岩代太郎）

制作：Airside
- アニメーション作品。映像の正式なタイトルは「The Moon and The Rabbit」。
- 地上波デジタル放送に合わせて、オープニング映像としては初のハイビジョン制作となった。テーマ曲を作曲した岩代は「どんな映画が放送されても本編の邪魔にならないように心掛けた」とコメントしている[45]。
- 内容…金曜の夜、月が出る頃に始まる『金曜ロードショー』を見るためにうさぎのスタンリーと仲間たちが映画館に向かって必死に走る様子を描く。先代同様ロゴ表示→提供クレジット表示→映画名表示（スタンリーが駆け込んで席についた後、スクリーンに放送する映画名が表示される）の順。
- 「金曜特別ロードショー」時は、スタンリーたちの衣装がタキシードなどフォーマルなものに変わるほか、花火や観客の歓声の効果音を追加した別バージョンとなる[注 50]。
- このオープニングは、後に『映画天国』へと引き継がれた。

4代目オープニング（使用期間：2012年4月6日 - 2016年3月25日）
テーマ曲「TGIF（Thank God, It's Friday!）」（作曲：大野哲二）

映像・テーマ曲制作：オムニバス・ジャパン
- アニメーション作品。『金曜ロードSHOW!』への改題に伴い制作、使用された。
- 内容…スタンリーと仲間たちがアクション、SF、サスペンス、ラブストーリー、アニメといった映画の世界に迷い込んでワクワクドキドキしている様子を描く。
- 背景色は毎月変わっていた。

※2016年4月1日放送分から2018年7月13日放送分まではオープニングは存在せず、予告の後すぐに映画本編が始まっていた。
5代目オープニング（使用期間：2018年7月20日 - 現在）
テーマ曲「Era」（音楽：高木正勝、歌：上白石萌歌）

スタッフ - 監督：細田守、キャラクターデザイン・作画：森川聡子、美術設定：上條安里、美術監督：大森崇、衣装：伊賀大介、制作：スタジオ地図
- アニメーション作品。監督の細田曰く「『金曜ロードSHOW!』が若い人と映画との出会いの場であり続けたい」、「今の若い世代にめくるめく映画の世界を感じてほしい」、「今まで映画とあまり向き合った経験のない若い女の子に、映画を通じて人生を変えるような出会いがあれば」との思いで制作された。
- 内容…17歳の女子高生「ミアちゃん」は肩に不思議な生物「アンク」を乗せて虚無空間を歩いている。行く先に光が漏れる扉が見える。導かれるようにその扉を開けると、椅子に腰掛けている伯爵夫人の「ターニャ」が振り返って出迎えた。そこはエジプトのカイロ。彼女は秘密のプライベート映画サロンを主催している女性支配人だった。そこでは世界中から招かれた女優や動物たちが寛いでいた。ミアちゃんも腰を下ろし、わくわくしながら映画のスタートを待つことにした。
- 「金曜ロードSHOW!」時代は、番組ロゴ表示の際に「FRIDAY NIGHT DELIGHT since 1985」と併記されている。
- 2019年4月からBS日テレで日曜夜放送の『日曜ロードSHOW!』でも同じオープニングが使用され、BSの日曜版のタイトルは「SUNDAY NIGHT DELIGHT since 2019」と表記されている。
- 2021年4月2日からタイトルロゴが初代に戻ったが、ロゴの変更のみでOP映像に変更はない。
- 2021年11月12日は『アナと雪の女王』、11月19日の放送では『アナと雪の女王2』にちなみ、雪景色に変化する特別バージョンとなった。
- 前述の通り、2022年10月28日の『君の名は。』放送回において初代オープニング『フライデーナイト・ファンタジー』と入れ替わる演出があり、最後に『君の名は。』のキャラクターとともにタイトルが表示された。

### エンディング映像
初代エンディング
- 内容…提供クレジットの後の5秒のエンドパターンについては、1991年10月4日までは静止画（設定は夜になるまでヨットが浮かんだままと言うもの。金曜ロードショーのロゴが上に表示し、下に「（旧ロゴ、後にロゴなし）日本テレビ END」と表示）で、同年10月11日から1996年9月頃までは動画（設定はヨットのバテン部分が潰れ、ヨットに乗っていたシルエットの人はカヌーに乗り換えると言うもの。『金曜ロードショー』のロゴの部分で下の「ロードショー」が上の「金曜」の隣に入り、下に「THE END」と表示）によるものだった。1996年10月頃からはエンドパターンは廃止された。
  - なお、のちに、その週に放映された映画作品の1シーンのスチール写真（または、映像）をバックに提供クレジットが表示され、その後、5秒のエンドパターンとなるバージョンも登場した。また、その週に放送された映画作品の1シーンのスチール写真（または、映像）をバックに提供クレジットが表示された後、いつもの5秒のエンドパターンが流れずに番組が終了したケースもある（例：1990年8月3日に、「終戦45周年特別企画」の第一弾として放送された『連合艦隊』など）。また、1990年代序盤には、スチール写真（または、画像）をバックに提供クレジットが表示された後、一旦CM、もしくは視聴者プレゼント告知を挟んでから5秒のエンドパターンが流れたパターンもあった（例：1990年10月5日に放映された『魔女の宅急便』）。なお、1988年1月1日に放送された『風とともに去りぬ』は、スチール写真と提供クレジットが表示された後、スチール写真のまま、「金曜特別ロードショー 日本テレビ開局35周年特別番組 風と共に去りぬ 完」と流れた。
  - 初期のスタッフロールは、水曜ロードショーで使われた背景を引き続き使用していた。後に1988年頃からは、放映された作品の数シーンと主要登場人物をスライドショー形式で放映した。
  - BGMは、放送開始時から1993年3月頃まではテーマ曲「フライデーナイト・ファンタジー」の後奏部分を、同年4月から1996年9月まではオープニングと同じく同曲のトランペットから始まる冒頭部分を使用していた。稀にその週に放映した作品の主題歌を使用した回もあった（例：1996年7月19日に放映した『YAWARA！Special ずっと君のことが…。』）。

## 各年での年間1位作品
ここでは、放送開始された1985年10月4日から2022年1月3日現在までの当番組内で放送された作品の中で各年視聴率1位となった作品を表記する。なお、放送休止番組は含まない。
ここに記載する視聴率は全て国会図書館に所蔵されているビデオリサーチの視聴率を閲覧・引用している。なお、数字は全て世帯視聴率である。
視聴率はビデオリサーチ調べ・関東地区・世帯・リアルタイム。
| 年     | 放送日   | タイトル                                        | 視聴率 | 備考 |
| ------ | -------- | ----------------------------------------------- | ------ | --- |
| 1985年 | 10月25日 | ランボー                                        | 25.3％ | |
| 1986年 | 10月10日 | スター・ウォーズ 帝国の逆襲                     | 23.0％ | 30分拡大。 |
| 1987年 | 10月16日 | インディ・ジョーンズ/魔宮の伝説                 | 26.9％ | 30分拡大。 |
| 1988年 | 4月8日   | ランボー                                        | 22.8％ | |
| 1989年 | 4月14日  | ランボー/怒りの脱出                             | 24.2％ | |
| 1989年 | 10月13日 | ランボー3/怒りのアフガン                        | 24.2％ | |
| 1989年 | 10月20日 | インディ・ジョーンズ/魔宮の伝説                 | 24.2％ | 32分拡大。 |
| 1990年 | 10月5日  | 魔女の宅急便                                    | 24.4％ | 20分拡大。 |
| 1991年 | 10月11日 | E.T.                                            | 23.5％ | 金曜特別ロードショー。30分拡大。 |
| 1992年 | 12月25日 | 釣りバカ日誌4                                   | 22.0％ | |
| 1993年 | 12月17日 | 釣りバカ日誌5                                   | 23.6％ | |
| 1994年 | 2月4日   | 釣りバカ日誌4                                   | 28.4％ | |
| 1995年 | 1月13日  | 釣りバカ日誌2                                   | 27.7％ | |
| 1996年 | 8月9日   | 男はつらいよ 寅次郎真実一路                     | 27.6％ | 渥美清追悼企画。20分拡大。 |
| 1997年 | 3月28日  | Shall we ダンス?                                | 27.4％ | 水野晴郎が最後の解説をした放送回。50分拡大。 |
| 1998年 | 8月28日  | あぶない刑事フォーエヴァーTVスペシャル'98       | 25.7％ | 開局45年記念番組 |
| 1999年 | 1月22日  | もののけ姫                                      | 35.1％ | 50分拡大。 |
| 2000年 | 2月11日  | 風の谷のナウシカ                                | 23.3％ | 30分拡大。 |
| 2001年 | 1月26日  | もののけ姫                                      | 26.9％ | 50分拡大。 |
| 2002年 | 7月12日  | スター・ウォーズ エピソード1/ファントム・メナス | 21.4％ | 45分拡大。 |
| 2003年 | 1月24日  | 千と千尋の神隠し                                | 46.9％ | 日本テレビ開局50周年 金曜特別ロードショー。 放送時間は20:30～23:09。 日本で放送された映画番組全体でも歴代1位である。 また、直前に放送された特別番組は27.3％の視聴率であった。 |
| 2004年 | 6月25日  | ハリー・ポッターと賢者の石                      | 30.8％ | 金曜特別ロードショー。 放送時間は20:00～23:09。 |
| 2005年 | 12月2日  | ハリー・ポッターと秘密の部屋                    | 21.7％ | 金曜特別ロードショー。 放送時間は20:00～23:19。 |
| 2006年 | 7月21日  | ハウルの動く城                                  | 32.9％ | 金曜特別ロードショー。30分拡大。 |
| 2007年 | 11月2日  | ALWAYS 三丁目の夕日                             | 20.8％ | 35分拡大。 |
| 2008年 | 2月8日   | DEATH NOTE THE LAST NAME                        | 23.6％ | 45分拡大。 |
| 2009年 | 6月5日   | 千と千尋の神隠し                                | 21.4％ | 40分拡大。 |
| 2010年 | 2月5日   | 崖の上のポニョ                                  | 29.8％ | 金曜特別ロードショー。 放送時間は19:56～23:04。 |
| 2011年 | 1月7日   | 千と千尋の神隠し                                | 16.5％ | 40分拡大。 |

| 年     | 放送日  | タイトル         | 視聴率 | 備考                                     |
| ------ | ------- | ---------------- | ------ | ---------------------------------------- |
| 2012年 | 7月6日  | 千と千尋の神隠し | 19.2％ | 40分拡大。                               |
| 2013年 | 8月2日  | 天空の城ラピュタ | 18.5％ | 40分拡大。                               |
| 2014年 | 7月4日  | もののけ姫       | 21.9％ | 50分拡大。                               |
| 2015年 | 2月20日 | 風立ちぬ         | 19.5％ | 40分拡大。                               |
| 2016年 | 1月22日 | 魔女の宅急便     | 18.8％ | 15分拡大。                               |
| 2017年 | 1月20日 | 千と千尋の神隠し | 18.5％ | 40分拡大。                               |
| 2018年 | 8月10日 | ハウルの動く城   | 14.5％ | 35分拡大。                               |
| 2019年 | 8月16日 | 千と千尋の神隠し | 17.9％ | 放送時間は19:56～22:54。                 |
| 2020年 | 5月29日 | キングダム       | 16.5％ | 45分拡大。地上波初放送。本編ノーカット。 |
| 2020年 | 8月14日 | となりのトトロ   | 16.5％ |                                          |

| 年     | 放送日 | タイトル         | 視聴率 | 備考       |
| ------ | ------ | ---------------- | ------ | ---------- |
| 2021年 | 4月2日 | ハウルの動く城   | 14.0%  | 35分拡大。 |
| 2022年 | 1月7日 | 千と千尋の神隠し | 16.3%  | 40分拡大。 |
| 2023年 | 1月6日 | ハウルの動く城   | 10.7%  | 35分拡大。 |

## 歴代高視聴率獲得作品
ビデオリサーチ調べ・関東地区・世帯・リアルタイム。
| 順位 | 放送日         | タイトル                                                      | 視聴率 | 備考 |
| ---- | -------------- | ------------------------------------------------------------- | ------ | --- |
| 1    | 2003年1月24日  | 千と千尋の神隠し（2001年）                                    | 46.9%  | 日本テレビ開局50周年記念番組 『金曜特別ロードショー』                                                         |
| 2    | 1999年1月22日  | もののけ姫（1997年）                                          | 35.1%  | |
| 3    | 2006年7月21日  | ハウルの動く城（2005年）                                      | 32.9%  | 『金曜特別ロードショー』                                                                                      |
| 4    | 2004年6月25日  | ハリー・ポッターと賢者の石（2002年）                          | 30.8%  | 『金曜特別ロードショー』                                                                                      |
| 5    | 2010年2月5日   | 崖の上のポニョ（2008年）                                      | 29.8%  | 『金曜特別ロードショー』                                                                                      |
| 6    | 1994年2月4日   | 釣りバカ日誌4（1992年）                                       | 28.4%  | |
| 7    | 1994年12月23日 | 釣りバカ日誌6（1994年）                                       | 28.3%  | |
| 8    | 1995年1月13日  | 釣りバカ日誌2（1990年）                                       | 27.7%  | |
| 9    | 1996年8月9日   | 男はつらいよ 寅次郎真実一路（1985年）                         | 27.6%  | 『金曜特別ロードショー』 渥美清追悼企画                                                                       |
| 9    | 1995年9月15日  | 釣りバカ日誌4（1992年）                                       | 27.6%  | |
| 11   | 1997年3月28日  | Shall we ダンス?（1996年）                                    | 27.4%  | この回で水野晴郎が番組を降板                                                                                  |
| 12   | 1994年9月16日  | 釣りバカ日誌5（1993年）                                       | 27.1%  | |
| 13   | 2003年2月14日  | もののけ姫（1997年）                                          | 27.0%  | |
| 14   | 2001年1月26日  | もののけ姫（1997年）                                          | 26.9%  | |
| 14   | 1987年10月16日 | インディ・ジョーンズ/魔宮の伝説（1984年）                     | 26.9%  | |
| 14   | 1995年3月3日   | 免許がない!（1994年）                                         | 26.9%  | |
| 17   | 1999年2月19日  | Shall we ダンス?（1996年）                                    | 26.7%  | |
| 18   | 2004年12月10日 | 千と千尋の神隠し（2001年）                                    | 26.1%  | 『金曜特別ロードショー』                                                                                      |
| 18   | 1997年10月24日 | 釣りバカ日誌8（1996年）                                       | 26.1%  | |
| 18   | 2003年6月28日  | タイタニック後編（1998年）                                    | 26.1%  | 『2夜連続特別ロードショー』として、 「後編」は土曜日に放送されたが、 厳密には『金曜ロードショー』枠外となる。 |
| 21   | 1998年8月28日  | あぶない刑事フォーエヴァー TVスペシャル'98 （オリジナル作品） | 25.7%  | 開局45周年記念番組 テレビスペシャル                                                                           |
| 22   | 1985年10月25日 | ランボー（1983年）                                            | 25.3%  | |
| 23   | 2003年6月6日   | マトリックス（1999年）                                        | 25.1%  | |
| 24   | 1994年7月29日  | ルパン三世 燃えよ斬鉄剣（オリジナル作品）                     | 24.9%  | テレビスペシャル                                                                                              |
| 25   | 2006年10月27日 | デスノート前編テレビ特別版（オリジナル作品）                  | 24.5%  | ディレクターズカットテレビ特別篇                                                                              |
| 26   | 1990年10月5日  | 魔女の宅急便（1989年）                                        | 24.4%  | |
| 27   | 1989年10月20日 | インディ・ジョーンズ/魔宮の伝説（1984年）                     | 24.2%  | スティーヴン・スピルバーグ傑作選                                                                              |
| 27   | 1989年4月14日  | ランボー/怒りの脱出（1985年）                                 | 24.2%  | |
| 27   | 1989年10月13日 | ランボー3/怒りのアフガン（1988年）                            | 24.2%  | |
| 30   | 1994年7月22日  | 釣りバカ日誌3（1991年）                                       | 24.1%  | |
| 30   | 1998年7月24日  | ルパン三世 炎の記憶〜TOKYO CRISIS〜 （オリジナル作品）        | 24.1%  | テレビスペシャル 『金曜特別ロードショー』                                                                     |

※出典「金曜ロードショー ベスト30ランキング」

## 吹き替え
他局の映画番組と同様に、水曜ロードショーの時から海外作品には独自の日本語吹替版を制作して放送することが多かった。
ただし、2000年代を境に制作本数は減少。2010年12月17日放送の『オペラ座の怪人』を最後に一時期は制作が途絶えていたが、2017年8月4日放送の『ジュラシック・ワールド』で約6年半ぶりに番組オリジナルの吹替が制作された。その後は、2018年2月16日放送の『PAN 〜ネバーランド、夢のはじまり〜』で既存の吹き替え版のタレント吹き替え部分を別の声優に差し替えた独自音源での放送や、2019年12月6日放送の『ホーム・アローン3』、2021年1月8日放送の『パラサイト 半地下の家族』、2022年5月13日放送の『ローマの休日』、2023年6月30日放送の『インディ・ジョーンズ/クリスタル・スカルの王国』を新録吹替で放送している。
プロデューサーの北條伸樹は吹き替えについて2020年に、近年は費用の関係から既存の吹替を流用する機会が増加、新たに制作することが困難になっている一方で、「その灯を絶やさないようにしていきたい」と今後も1年に1作くらいは制作を続けていきたいと発言している。

### タレント吹き替え
※劇場公開版・パッケージ版を流用しているものは除外する。ただし、渡辺謙は自ら出演している洋画が多数あることを考慮し、掲載している。
- 村井國夫 - ハリソン・フォード出演作品
- 渡辺謙 - 『ランボー』（シルヴェスター・スタローン）、本人出演作品の一部
- 渡辺徹 - 『ハエ男の恐怖』（デヴィッド・ヘディスン）
- 北尾光司 - 『サンダー』（マーク・グレゴリー）
- 徳光和夫 - 『激突!』（デニス・ウィーバー）、『メジャーリーグ』（ボブ・ユッカー）
- 三原じゅん子 - 『ストリッパー殺人事件』（ケイ・レンツ）、『ジョニー・ハンサム』（エレン・バーキン）
- 錦織一清（少年隊） - 『栄光の彼方に』（トム・クルーズ）
- 秋野暢子 - 『マスク』（シェール）
- 夏木マリ - 『エルヴァイラ』（カサンドラ・ピーターソン）、『プラダを着た悪魔』（メリル・ストリープ）
- 松本ハウス - 『48時間PART2/帰って来たふたり』
- 角野卓造 - 『レナードの朝』(ロビン・ウィリアムズ)
- ブラザートム - 『フレンチ・キス』(ジャン・レノ)
- 大和田伸也 - 『アウトブレイク』（ダスティン・ホフマン）
- 草刈正雄 - 『ベスト・フレンズ・ウェディング』（ルパート・エヴェレット）
- 船越英一郎 - 『ダイヤルM』（マイケル・ダグラス）、『新・刑事コロンボ 殺意の斬れ味』
- 寺田心、鈴木梨央 - 『ホーム・アローン3』（アレックス・D・リンツ、スカーレット・ヨハンソン）
- 中村繁之 - 『ボーン・スプレマシー』（マット・デイモン）
- 世界のナベアツ - 『ザスーラ』（フランク・オズ）
- 杉田かおる - 『幸せのちから』（タンディ・ニュートン）
- 北乃きい - 『スパイダーマン3』（キルスティン・ダンスト）
- ウエンツ瑛士、桐谷美玲 - 『トワイライト 金曜ロードショー特別版』（ロバート・パティンソン、クリステン・スチュワート）
- 山本耕史、仲間由紀恵 - 『ジュラシック・ワールド』（クリス・プラット、ブライス・ダラス・ハワード） - 地上波初放送時のみ行われた。2回目の放送時は劇場公開版と同じ玉木宏、木村佳乃版を放送。
- 神木隆之介 - 『パラサイト 半地下の家族』 (チェ・ウシク)
- 藤井貴彦 - 『ローマの休日』
- ウッチャンナンチャン（内村光良、南原清隆）、千秋、キャイ〜ン（ウド鈴木、天野ひろゆき） - 『マーヴェリック』（『ウリナリ』の企画で担当）
- また、日本テレビに在籍していた福澤朗を『ベイビー・トーク』でブルース・ウィリスの吹き替えに起用、続篇『リトル★ダイナマイツ/ベイビー・トークTOO』ではさらに大神いずみも加わった。

## 特別ドラマ企画
『金曜ロードSHOW!』時代に放送されたスペシャルドラマをここに記する。解説放送を実施している。ここに記載されているものは『金曜ロードSHOW!』のタイトルでの放送である。そのため、2018年5月4日に『天才バカボン3〜愛と青春のバカ田大学』がこの枠にあたる部分に放送されたが、番組名は「ゴールデンまなびウィークスペシャルドラマ」と題しているため、また、2019年2月22日に『約束のステージ 〜時を駆けるふたりの歌〜』がこの枠にあたる部分に放送されたが、番組名は単に「読売テレビ開局60年記念スペシャルドラマ」と題しているため、本枠の放送を休止する形を採っていたことから、ここには記載しない。
視聴率はビデオリサーチ調べ・関東地区・世帯・リアルタイム。
| 放送日         | タイトル                                               | 視聴率 | 備考 |
| -------------- | ------------------------------------------------------ | ------ | --- |
| 2012年7月27日  | 家族、貸します 〜ファミリー・コンプレックス〜          | 9.7%   | |
| 2013年3月1日   | チープ・フライト                                       | 14.2%  | 劇中に登場する「CHERRY'S航空」のモデルはPeach Aviation                                                           |
| 2013年4月5日   | リバース〜警視庁捜査一課チームZ〜                      | 14.6%  | 当初は2013年1月25日に放送される予定だったが、後述の理由により延期となり、 加藤清史郎の出演シーンはカットされた。 |
| 2013年9月27日  | 人生がときめく片づけの魔法                             | 12.3%  | |
| 2014年2月14日  | 仮面ティーチャー                                       | 9.4%   | |
| 2014年2月28日  | 最高のおもてなし                                       | 12.0%  | 開始時刻を20:54に繰り上げ                                                                                        |
| 2014年5月2日   | 悪夢ちゃんスペシャル                                   | 9.9%   | |
| 2014年6月13日  | 磁石男                                                 | 12.0%  | |
| 2014年10月24日 | ヒガンバナ〜女たちの犯罪ファイル                       | 11.3%  | |
| 2014年11月7日  | Dr.ナースエイド                                        | 8.7%   | |
| 2015年3月6日   | 結婚に一番近くて遠い女                                 | 13.1%  | |
| 2015年6月19日  | THE LAST COP/ラストコップ                              | 12.9%  | 日本テレビとHuluの共同製作                                                                                       |
| 2015年9月18日  | 磁石男2015                                             | 8.7%   | |
| 2015年11月20日 | 視覚探偵 日暮旅人                                      | 13.5%  | |
| 2016年3月11日  | 天才バカボン〜家族の絆                                 | 12.2%  | |
| 2016年3月18日  | さよならドビュッシー 〜ピアニスト探偵 岬洋介〜         | 8.4%   | |
| 2016年9月16日  | ガードセンター24 広域警備指令室                        | 7.6%   | アジア向け衛星チャンネル「GEM」にて同時配信                                                                      |
| 2016年9月23日  | がっぱ先生!                                            | 7.2%   | |
| 2017年1月6日   | 天才バカボン2                                          | 9.5%   | |
| 2017年2月10日  | 銭形警部                                               | 12.5%  | WOWOW・Huluと共同製作                                                                                            |
| 2017年3月17日  | 北風と太陽の法廷                                       | 12.0%  | |
| 2017年5月26日  | 帰ってきた家売るオンナ                                 | 13.0%  | |
| 2017年7月21日  | ぼくらの勇気 未満都市2017                              | 10.0%  | |
| 2018年2月23日  | 読売テレビ開局60年記念スペシャルドラマ天才を育てた女房 | 6.5%   | 読売テレビ制作                                                                                                   |
| 2020年7月17日  | 今日から俺は!!スペシャル                               | 11.2%  | |
| 2021年12月10日 | 劇場版公開記念！「あなたの番です」完全新撮スペシャル!! |        | 『金曜ロードショー』への再改題後初                                                                               |
| 2022年5月27日  | 極主夫道 爆笑！カチコミSP                              | 6.7%   | |
| 2024年10月25日 | ACMA:GAMEアクマゲーム ワールドエンド                   |        | |

## 特別エンターテインメント
視聴率はビデオリサーチ調べ・関東地区・世帯・リアルタイム。
| 放送日         | タイトル                                                                                  | 視聴率 | 備考      |
| -------------- | ----------------------------------------------------------------------------------------- | ------ | --------- |
| 2013年5月3日   | 池上彰くんに教えたいニュース                                                              | 10.6%  |           |
| 2013年10月4日  | 1位をとった名曲音楽祭                                                                     | 11.7%  | 生放送    |
| 2017年2月24日  | 人生が二度あれば 運命の選択                                                               | 10.4%  |           |
| 2017年5月12日  | 全国好きな嫌いなアナウンサー大賞2017                                                      | 12.1%  | [ 注 52 ] |
| 2017年12月22日 | 上田晋也のBESTプレゼント                                                                  | 7.0%   |           |
| 2018年1月26日  | さんま岡村祭日本の長さんの悩み聞きます!                                                   | 8.5%   |           |
| 2018年2月2日   | 最強の頭脳 日本一決定戦! 頭脳王2018                                                       | 10.9%  | [ 注 53 ] |
| 2018年4月27日  | 最後の一日 最後の言葉 〜本当にそれでイイんですか?〜                                       | 7.0%   |           |
| 2018年6月1日   | 全国好きな嫌いなアナウンサー大賞2018                                                      | 11.4%  |           |
| 2018年10月5日  | ウケる!偉人伝                                                                             | 8.3%   |           |
| 2018年11月9日  | 衝撃のアノ人に会ってみた!                                                                 | 8.0%   | [ 注 54 ] |
| 2019年2月15日  | 最強の頭脳 日本一決定戦! 頭脳王2019                                                       | 9.5%   |           |
| 2019年3月15日  | OB vs 現役 プロ野球好珍バトル2019春                                                       | 7.9%   |           |
| 2019年5月3日   | エンタの神様 大爆笑の最強ネタ大大連発SP                                                   | 12.2%  |           |
| 2019年5月10日  | 全国好きな嫌いなアナウンサー大賞2019                                                      | 8.8%   | [ 注 55 ] |
| 2019年5月31日  | グレートコネクション                                                                      | 8.1%   |           |
| 2019年10月11日 | いま知りたい天才5人VSさんま岡村SP                                                         | 7.5%   | [ 注 56 ] |
| 2020年2月14日  | 最強の頭脳 日本一決定戦! 頭脳王2020                                                       | 10.8%  |           |
| 2021年2月19日  | 最強の頭脳 日本一決定戦! 頭脳王2021                                                       | 10.9%  |           |
| 2023年10月27日 | 熱唱!ミリオンシンガー                                                                     | 7.4%   |           |
| 2025年2月28日  | さよなら帝国劇場 最後の1日 THE ミュージカルデイ                                           |        |           |
| 2025年6月13日  | 万博会場でタイムスリップ！日本人が1番踊りたい神曲ベスト30〜時代を作った大ヒットダンス曲〜 |        |           |

## ネット局
- 備考欄の※印は開局と同時にネット開始した局。

| 放送対象地域   | 放送局                    | 系列                                         | 放送時間           | 備考                |
| -------------- | ------------------------- | -------------------------------------------- | ------------------ | ------------------- |
| 関東広域圏     | 日本テレビ（NTV）         | 日本テレビ系列                               | 金曜 21:00 - 22:54 | 制作局              |
| 北海道         | 札幌テレビ（STV）         | 日本テレビ系列                               | 金曜 21:00 - 22:54 | [ 注 58 ]           |
| 青森県         | 青森放送（RAB）           | 日本テレビ系列                               | 金曜 21:00 - 22:54 |                     |
| 岩手県         | テレビ岩手（TVI）         | 日本テレビ系列                               | 金曜 21:00 - 22:54 |                     |
| 宮城県         | ミヤギテレビ（MMT）       | 日本テレビ系列                               | 金曜 21:00 - 22:54 |                     |
| 秋田県         | 秋田放送（ABS）           | 日本テレビ系列                               | 金曜 21:00 - 22:54 | [ 注 59 ]           |
| 山形県         | 山形放送（YBC）           | 日本テレビ系列                               | 金曜 21:00 - 22:54 | [ 注 60 ] [ 注 61 ] |
| 福島県         | 福島中央テレビ（FCT）     | 日本テレビ系列                               | 金曜 21:00 - 22:54 |                     |
| 山梨県         | 山梨放送（YBS）           | 日本テレビ系列                               | 金曜 21:00 - 22:54 |                     |
| 新潟県         | テレビ新潟（TeNY）        | 日本テレビ系列                               | 金曜 21:00 - 22:54 | [ 注 62 ]           |
| 長野県         | テレビ信州（TSB）         | 日本テレビ系列                               | 金曜 21:00 - 22:54 | [ 注 63 ]           |
| 静岡県         | 静岡第一テレビ（SDT）     | 日本テレビ系列                               | 金曜 21:00 - 22:54 |                     |
| 富山県         | 北日本放送（KNB）         | 日本テレビ系列                               | 金曜 21:00 - 22:54 |                     |
| 石川県         | テレビ金沢（KTK）         | 日本テレビ系列                               | 金曜 21:00 - 22:54 | ※                   |
| 福井県         | 福井放送（FBC）           | 日本テレビ系列                               | 金曜 21:00 - 22:54 |                     |
| 中京広域圏     | 中京テレビ（CTV）         | 日本テレビ系列                               | 金曜 21:00 - 22:54 | [ 注 65 ]           |
| 近畿広域圏     | 読売テレビ（ytv）         | 日本テレビ系列                               | 金曜 21:00 - 22:54 | [ 注 66 ]           |
| 鳥取県・島根県 | 日本海テレビ（NKT）       | 日本テレビ系列                               | 金曜 21:00 - 22:54 |                     |
| 広島県         | 広島テレビ（HTV）         | 日本テレビ系列                               | 金曜 21:00 - 22:54 |                     |
| 山口県         | 山口放送（KRY）           | 日本テレビ系列                               | 金曜 21:00 - 22:54 |                     |
| 徳島県         | 四国放送（JRT）           | 日本テレビ系列                               | 金曜 21:00 - 22:54 |                     |
| 香川県・岡山県 | 西日本放送（RNC）         | 日本テレビ系列                               | 金曜 21:00 - 22:54 |                     |
| 愛媛県         | 南海放送（RNB）           | 日本テレビ系列                               | 金曜 21:00 - 22:54 |                     |
| 高知県         | 高知放送（RKC）           | 日本テレビ系列                               | 金曜 21:00 - 22:54 |                     |
| 福岡県         | 福岡放送（FBS）           | 日本テレビ系列                               | 金曜 21:00 - 22:54 |                     |
| 長崎県         | 長崎国際テレビ（NIB）     | 日本テレビ系列                               | 金曜 21:00 - 22:54 | ※                   |
| 熊本県         | くまもと県民テレビ（KKT） | 日本テレビ系列                               | 金曜 21:00 - 22:54 | [ 注 67 ]           |
| 宮崎県         | テレビ宮崎（UMK）         | フジテレビ系列 日本テレビ系列 テレビ朝日系列 | 金曜 21:00 - 22:54 | [ 注 68 ]           |
| 鹿児島県       | 鹿児島読売テレビ（KYT）   | 日本テレビ系列                               | 金曜 21:00 - 22:54 | ※                   |

- 1993年3月26日まで、A枠の提供クレジットの後に「ご覧の金曜ロードショーは全国○○局ネットでお送りしています」という画面が表示されていた（○○には放送日時点のネット局の数が入っていた）。提供表示後のアナウンスも「ここからの水曜ロードショーは…」→「引き続き金曜ロードショーをお楽しみください。」又は「引き続き金曜ロードショーをお送りします。」に変更されている（水曜時代はすぐにB枠の提供クレジットに入るが、金曜移行後はその前にローカルスポット枠を挿入するようになった）。1990年10月12日頃からネット局の地図表示は廃止され、1990年10月12日頃から1992年3月頃まで「ひきつづき…○○をお楽しみ下さい。」及び「ひきつづき…○○をお送りします。」、1992年4月頃から1993年3月26日まで「ひきつづき…金曜ロードショー○○」表示に変更された。

### 不定期放送
- テレビ大分
  - フジテレビ系列とのクロスネット局。金曜日はフジテレビ系列優先日につきレギュラーで放送されていない。スタジオジブリ作品や細田守監督作品など一部の映画作品[注 69]やアニメ作品[30]を遅れネットで放送する。単発特別番組枠だった頃には、それらに加えてバラエティー企画を放送したこともある。
  - 過去に大分放送（TBS系列）に放映権を譲渡された作品[注 70]があるかは不明。
  - 大分朝日放送の開局前には、金曜深夜→土曜深夜に遅れネットで定期放送としていたことがあり、前者の時期には本番組のタイトルを流用したこともあり、後者の時期には『土曜ロードショー』に改題していた。
- 沖縄テレビ
  - フジテレビ系列局。『名探偵コナン』の劇場版を除く一部の映画作品を稀に放送する。単発特別番組枠時代にはバラエティー企画を放送したこともある。
- 琉球放送
  - TBS系列局。2000年ごろには『土曜ロードショー』として土曜深夜にレギュラー放送[53]されていたが、2024年現在は『名探偵コナン』の連続テレビアニメを当局が放映権を有している関係で、劇場版の前作を必ず放送するほか、スタジオジブリ作品[注 71]や細田守監督作品など一部の映画作品を土日の特番枠『RBCシネマスペシャル』などで放送。

### 過去のネット局
- 山形テレビ（当時はフジテレビ系列）開始 - 1993年3月30日[55]。
  - 水曜ロードショー時代から『火曜ロードショー』として火曜21時に時差ネット[注 72]。テレビ朝日系列へのネットチェンジにともない1993年3月30日で終了[55]。最後の作品は『天空の城ラピュタ』[注 73][55]。1993年4月2日からは山形テレビが『日曜洋画劇場』を、山形放送が『金曜ロードショー』を、それぞれ同時ネットするようになった[注 74]。山形放送の放送権移行後の最初の作品は『バック・トゥ・ザ・フューチャー』。オープニング映像は本家の映像に手を加えたものを使用（海辺のボートハウスで景色を眺める人→夕日とカモメ→ヨットハーバーで犬と戯れる人→黄昏の人にかぶさるように画面中部に赤色で番組ロゴ表示[注 75]）。番宣CMも日本テレビ側で制作した映像の番組タイトルと放送日時の部分に山形テレビ側で制作したテロップを被せ、タイトルのナレーション部分も放送する作品名ごと音声を差し替えていた。
- 信越放送
  - 水曜時代から『土曜映画劇場』として日曜未明（土曜深夜）に異時ネット。テレビ信州開局後も引き続き放送[注 76]していたが、テレビ信州が『ニュースシャトル』ネット開始に伴う編成の大きな変更で『金曜ロードショー』をネットすることになり、1987年9月25日に終了。テレビ信州の放送権移行後の最初の作品は『ビー・バップ・ハイスクール』。
- 北陸放送
  - 水曜時代から『名画招待席』として未明帯に放送（終了時点では土曜未明に遅れネット）。テレビ金沢の開局に伴い1990年3月31日未明（30日深夜）に終了。テレビ金沢の放送権移行後の最初の作品は『敦煌』。
- テレビ長崎
  - 日本テレビ系列とのクロスネット（NNS非加盟）局時代は『水曜ロードショー』の放送開始時から同時ネット。1990年10月5日にフジテレビ系フルネット化してから1991年3月29日まで半年間異時ネットし、長崎国際テレビ開局により放映権移行。
- 宮崎放送
  - 当枠はテレビ宮崎が放映権を持っているが、テレビ宮崎が同時ネットを開始する前に土曜ドラマの映画化作品のみ当局に放映権が移譲された。
- 鹿児島テレビ
  - 日本テレビ系列とのクロスネット局時代の1994年3月25日[注 77]まで同時ネットで放送された（最後の作品は『風の谷のナウシカ』）[56]。鹿児島読売テレビ開局当日の同年4月1日より放映権移行（最初の作品は『インディ・ジョーンズ/最後の聖戦』）[57]。

## 突発的事態（災害・事件・追悼・その他等）による番組休止・変更
| 放送日         | 放送予定だった作品                                         | 差し替えて放送された作品                     | 変更理由 | 振り替え放送                                              | 備考      |
| -------------- | ---------------------------------------------------------- | -------------------------------------------- | --- | --------------------------------------------------------- | --------- |
| 1986年11月21日 | フラッシュダンス （1983年）                                | 休止 （報道特別番組）                        | 当日、夕方に発生した伊豆大島三原山大噴火に関する報道特別番組放送のため休止。                                                                                            | 1986年12月19日                                            |           |
| 1988年9月30日  | 化身 （1987年）                                            | 続・猿の惑星 （1970年）                      | 昭和天皇の容態急変による自粛措置。 | 1988年12月16日                                            |           |
| 1989年11月10日 | 少林寺・怒りの大地 （1984年）                              | 蘇える金狼 （1979年）                        | 松田優作が死去したことを受けた追悼企画。 | 1990年1月19日                                             |           |
| 1996年8月9日   | スタンド・バイ・ミー （1987年）                            | 男はつらいよ 寅次郎真実一路 （1985年）       | 渥美清が死去したことを受けた追悼企画。 | 1996年8月23日                                             |           |
| 1996年8月23日  | 火垂るの墓 （1988年）                                      | スタンド・バイ・ミー （1987年）              | 前述の追悼企画にともなう振り替え対応。 | 1997年8月6日                                              |           |
| 2001年3月2日   | GODZILLA （1998年）                                        | フィフス・エレメント （1997年）              | 同年2月10日に発生したえひめ丸事故を連想させるシーンが含まれていたため。                                                                                                 | 2001年7月20日                                             |           |
| 2001年9月14日  | ダイ・ハード3 （1995年）                                   | バック・トゥ・ザ・フューチャー （1985年）    | アメリカ同時多発テロ事件の直後だったことによる自粛措置。 | 2002年3月29日                                             |           |
| 2003年11月14日 | 15ミニッツ （2001年）                                      | パーフェクト ストーム （2000年）             | 同局における視聴率買収事件の発生により、内容が不適切と判断されたことによる自粛措置。                                                                                    | 2003年11月28日                                            |           |
| 2011年3月11日  | なくもんか （2009年）                                      | 休止 （報道特別番組）                        | 当日、午後に発生した東日本大震災に関する報道特別番組放送のため休止。 | 2011年4月1日                                              | [ 注 78 ] |
| 2011年4月1日   | スパイダーマン （2002年）                                  | なくもんか （2010年）                        | 前項の影響により、『なくもんか』の放送がこの日に編成されたため。 | 2011年4月8日                                              |           |
| 2013年1月25日  | リバース〜警視庁捜査一課チームZ〜 （オリジナル作品）       | 書道ガールズ!! わたしたちの甲子園 （2010年） | 同年1月16日に発生したアルジェリア人質事件を想起させるシーンが含まれているため。                                                                                         | 2013年4月5日                                              | [ 注 79 ] |
| 2013年9月6日   | ウルヴァリン:X-MEN ZERO （2009年）                         | 紅の豚 （1992年）                            | 宮崎駿が長編映画制作からの引退を表明したことを受けた特別企画。 | 2013年9月20日                                             |           |
| 2014年1月31日  | 別番組 （封印された細川家の秘宝 信長59通の手紙を解読せよ） | プレデターズ （2010年）                      | 特別番組に出演する予定だった細川護熙が東京都知事選挙に出馬したため、急遽レギュラー復帰。                                                                                | [ 注 80 ]                                                 |           |
| 2014年10月3日  | センター・オブ・ジ・アース2 神秘の島 （2012年）            | アイ・アム・レジェンド （2008年）            | 同年9月27日に発生した御嶽山の噴火を想起させるシーンが含まれているため。                                                                                                 | 2015年2月6日                                              |           |
| 2014年11月28日 | 謝罪の王様 （2013年）                                      | 幸福の黄色いハンカチ （1978年）              | 高倉健が死去したことを受けた追悼企画。 | 2018年10月19日                                            |           |
| 2017年6月23日  | バトルシップ （2012年）                                    | ダーク・シャドウ （2012年）                  | 同年6月17日に起きた米海軍ミサイル駆逐艦フィッツジェラルドの衝突事故を連想させるため。                                                                                   | 2017年9月8日                                              | [ 注 81 ] |
| 2017年6月30日  | ダーク・シャドウ （2012年）                                | 藁の楯 （2013年）                            | 前項のとおり『ダーク・シャドウ』の放送が前週に繰り上げ放送されたため。                                                                                                  | 2017年6月23日                                             |           |
| 2018年4月13日  | 名探偵コナン から紅の恋歌 （2017年）                       | 火垂るの墓 （1988年）                        | 高畑勲が死去したことを受けた追悼企画。 | 2018年4月20日                                             |           |
| 2018年4月20日  | パシフィック・リム （2013年）                              | 名探偵コナン から紅の恋歌 （2017年）         | 前項のとおり『名探偵コナン から紅の恋歌』の放送が1週間繰り下げられたため。                                                                                              | 2018年5月11日                                             |           |
| 2019年4月19日  | 名探偵コナン 天空の難破船 （2010年）                       | ルパン三世 ルパンVS複製人間 （1978年）       | モンキー・パンチが死去したことを受けた追悼企画。 | 2019年9月6日                                              |           |
| 2020年3月20日  | 別番組 （DRAMATIC BASEBALL） （じわじわくる映像アワード）  | ブラックパンサー （2018年）                  | 新型コロナウイルスの感染拡大を受けプロ野球開幕戦が延期されたため、特別番組の一部をレギュラー放送の本番組に差し替え。                                                    | [ 注 82 ]                                                 | [ 注 83 ] |
| 2022年5月6日   | 耳をすませば （1995年）                                    | 崖の上のポニョ （2008年）                    | 出演声優の高橋一生が、裏番組『インビジブル』（TBS）で主演を演じることによる裏被り回避のため。                                                                           | 2022年8月26日                                             |           |
| 2022年7月8日   | 竜とそばかすの姫 （2021年）                                | 休止 （報道特別番組）                        | 当日、午前中に発生した安倍晋三銃撃殺人事件による報道特別番組（実質的には『news zero』の前倒し拡大）編成のため休止。                                                     | 2022年9月23日                                             |           |
| 2023年5月5日   | ルパン三世 カリオストロの城（1979年）                      | （※中途打ち切り）                            | テレビ金沢のみ、石川県内で21時58分頃に発生した震度5弱の地震（当日午後に発生した能登半島沖地震の余震）に関する自社制作の報道特別番組挿入のため、途中で打ち切りとなった。 | 2025年6月27日                                             |           |
| 2023年10月20日 | 余命10年（2022年）                                         | 別番組 （DRAMATIC BASEBALL）                 | 読売テレビと広島テレビの2局のみ、放送エリアに本拠地を置く阪神タイガースと広島東洋カープによるプロ野球クライマックスシリーズ中継の延長に本放送枠を振り替えて放送休止。   | （読売テレビ）2023年11月18日 （広島テレビ）2023年10月28日 | [ 注 84 ] |

## 備考
年末年始、『日本アカデミー賞授賞式』（2月または3月）と『全国高等学校クイズ選手権』(8月または9月)、冬季・夏季オリンピック、ワールドカップなどのスポーツ中継、緊急報道特番が放送される際は休止となる。『最強の頭脳 日本一決定戦! 頭脳王』も2013年から2016年までの4回は番組を休んで編成されていたが、2018年以降は本枠に統合され、『特別エンターテイメント』として放送されている。逆に、本来放送予定だった単発特別番組が放送できなくなり、穴埋めとして本番組が急遽復活して放送された例もある。

## スタッフ

### 現在のスタッフ
- 構成：ピエール杉浦
- 制作協力：坂田守
- フォーマット編集：池本寛子、石井玲（AXON）、山本博幸（スケアクロウ）
- アシスタントプロデューサー（AP）：森谷美幸（以前はAP→デスク）、山田佳奈、富澤美和子（以前は制作協力）
- プロデューサー：向笠啓祐、貝山京子（貝山→2025年6月6日 - ）
- 制作：北條伸樹（2017年6月16日 - ）
- 製作著作：日本テレビ（製作著作の表記はなく、局ロゴのみ）

### 過去のスタッフ
- 構成：新貝典子
- 制作協力：田代由卯花、田島千景、古田則夫、村田継大、山本美希、平井秀和（AXON）
- 美術：磯村英俊（日テレアート）
- 広報：戸田聖一郎
- デスク：村田明美、阿部みゆき
- アシスタントプロデューサー（AP, プロデューサー補）：中島昌彦、村田摩耶、小倉彩（以前はデスク）、福嶋綾、小林三紀子、野地玲子、飯岡慶一郎、西あかね
- プロデューサー：西憲彦、明比雪、堀越徹、奥田誠治、門屋大輔、大塚恭司、藤本鈴子、笠原陽介、稲毛弘之、谷生俊治、岩佐直樹、越山理志（越山→2022年12月9日 - 2025年5月30日）
- 制作（チーフプロデューサー）：前田伸一郎、宮崎啓子[64]、黒崎太郎、鬼頭直孝（以前はプロデューサー）

## 日曜ロードショー
2019年4月7日より、BS日テレにて当番組の派生番組として『日曜ロードSHOW!』が放送開始。2021年3月までの基本的な放送時間は毎週日曜21:00 - 22:54。オープニングと番組キャラクターは同じものを使用している。
2021年4月からは地上波版でタイトルが改題されることに併せて、こちらも『日曜ロードショー』に変更された。また番組タイトルロゴも『金曜ロードショー』のロゴと同様のデザインに変更。放送時間も日曜20:00 - 21:54に変更されている。
2021年11月28日に放送時間を再度変更。これまでより30分早い19:30 - 21:54に変更された。
2023年4月2日に放送時間が19:00 - 20:54に変更された。なお、『土曜7時の洋画館』と同じ放送時間で、週末の2週連続映画になっている。
洋画は日本語字幕版での放送が多く、エンディングもノーカットで放送されている。
なお、1960年代に地上波日本テレビ系列で同名タイトルが放送されていたほか、新潟総合テレビで『水曜ロードショー』を日曜日に時差ネットして放送した『NST日曜ロードショー』が存在した。
公式ホームページによると過去のバックナンバーでは2019年4月7日～6月30日が対応されていなかった。
2021年5月30日放送分で100回記念を放送した。
2023年9月24日の『ミッション:インポッシブル3』をもって終了。放送回数は199回で、4年半の歴史の幕を閉じた。
2024年10月6日の『夕陽のガンマン』から再度復活。